# 悪役令嬢後宮物語
『悪役令嬢後宮物語』（あくやくれいじょうこうきゅうものがたり）は、涼風によるオンライン小説、及びそれを基にした書籍である。2012年2月12日より小説投稿サイト「小説家になろう」において連載され、書籍版がアリアンローズ（フロンティアワークス）より2013年8月から2019年12月まで刊行された。これは悪役令嬢ものとしては最初期の商業化作品となっており、「悪役令嬢」という言葉を世の中に広く知らしめるきっかけとなった。
2014年3月9日提載の91話で更新が一時停止したが、2015年7月3日に、約16ヶ月ぶりに更新を再開。2016年2月14日に第一部（作者曰く「いちねんめ」）が完結した。尚、2019年11月12日から第二部（作者曰く「にねんめ」）が開始されている。
4巻発売時に舞台化が発表され2016年9月28日から10月2日まで東京・サンモールスタジオにて上演された。
2018年11月30日より晴十ナツメグの作画によるコミカライズの連載が各電子書籍ストア（内容は全て同一）にて配信された。2021年6月30日より鳥屋の作画によるコミカライズ『悪役令嬢後宮物語～王国激動編〜』の連載が各電子書籍ストア（内容は全て同一）にて配信されている。いずれもフロンティアワークス（アリアンローズコミックス）から紙のコミックス化された。

## 登場人物
ディアナ・クレスター
クレスター伯爵家長女で、『氷炎の薔薇姫』『社交界きっての悪女』といった悪名を持つ。名付きの上級側室としては最高位の『紅薔薇』の名を戴く。今回の後宮入りにおいては、正妃の座を狙って後宮入りしたと噂されている。だが本当は優しく心根の美しい娘であり、後宮や正妃の座など一切望んでいない。本作の主人公であり、ある意味一番の苦労人。
シェイラとは、姿や声を変え、顔も隠した上で『ディー』として接していく内に、親愛感情を持つようになる。
ジューク・ド・レイル・エルグランド
エルグランド王国の若き国王であり、情に厚く不正を許さない熱血漢。その一方でお坊ちゃまでも有り、クレスター家の『噂』も鵜呑みにしていた。ディアナには初対面時から敵意を抱いており、その後それは強くなっていたが、ある出来事をきっかけに彼女に対する考えを改め、信頼していくようになり、それに合わせて、少しずつ君主として成長している途上にある。
その最中、新興貴族カレルド男爵家令嬢シェイラ・カレルドに一目惚れし、彼女の事を慮っては色々と暴走し、そのたびにディアナの気苦労と悪名を重ねさせ、カイからは時に殺意さえ向けられている。
シェイラ・カレルド
新興貴族カレルド男爵家令嬢。幼い頃に母を亡くし、優しい父も事故で亡くした彼女だったが、家を半ば縁を切っていた叔父に乗っ取られた挙句、売り飛ばされるようにして後宮入りする事となった。
初対面時から、ディアナの本性を見抜いた数少ない人物の一人であり、ディアナや『ディー』の事を心から信頼している。ディアナは隠しているつもりだが、薄々ディアナと『ディー』が同一人物で有る事に、気付いているような節がある。尚、91話後書きでも『もれなく背景に百合が咲く効果』とコメントされる程、二人の仲は良い。
カイ
フリーランスの裏稼業の人間。ディアナへの刺客として差し向けられたのだが、邂逅した時にディアナの事を個人的に気に入り、協力者として活動する。 ディアナにとっては家族以外で素の自分自身を出せる数少ない人物でもある。

### クレスター家
デュアリス・クレスター
クレスター伯爵家の現当主でありディアナの父親。『極悪非道冷血人間顔』『悪の帝王』と言われるような面構えなのだが、当人は情深く、家族や領民達から敬愛される人格者である。また一族でも随一の頭脳と知略の持ち主で、子供達にもこれらの才覚は顔つきと共に受け継がれている。
エリザベス・クレスター
クレスター伯爵夫人でディアナの母親。リアラー子爵家から嫁いできた。儚げで華やかな美女だが、その実は外見と得意の話術を利用して情報を搾り取る強かさと強心臓を持つ女傑。やはりこの面は子供達に受け継がれているが、顔つきだけは敗北を悟る程どうしようもなかった。
エドワード・クレスター
クレスター伯爵家の嫡男でディアナの兄。クレスター家では珍しく武術にも優れた才能を持つ。だが、顔つきに関してはクレスターの血が成せる業か、一つ一つのパーツは母似であるものの、全体的に見ると『その優しげな笑顔で女たちをたぶらかし、散々利用し弄んだ挙げ句にあっさり捨てる』と称される程の悪人顔である。
リタ
クレスター家に仕える侍女。幼少の頃からディアナと一緒に育っており、ディアナにとっては友人であり姉的存在でもある。ディアナの後宮入りにおいても、彼女の私的侍女として同行する。
シリウス
クレスター家の隠密集団『闇』の当代首領でデュアリスの腹心。ディアナとエドワードの武術の師でもある。

### エルグランド王国
アルフォード・スウォン
スウォン伯爵家の二男で国王近衛騎士団団長。エドワードとは友人。ジュークに近い立場にあるため、彼が正道を外れないように度々指摘する苦労人。
クリステル・グレイシー
グレイシー男爵の妹で後宮近衛騎士団団長。エドワードの婚約者。
キース・ハイゼット
ハイゼット子爵家の長男で外宮室室長補佐。自他共に認める仕事人間。冷静沈着で合理的な判断を下すが、時には上の相手でもズバズバ言ってのける事も。
ヴォルツ・モンドリーア
モンドリーア公爵家当主でエルグランド王国宰相。ジュークの母である王太后の実兄で彼にとっては伯父。
フィオネ・ノーラン
デュアリスの妹。ノーラン商会に嫁いでおり、現在は商会総会長の妻。やはりクレスター一族特有の悪人顔である。実家の諜報活動を手伝うため、結婚の事を隠しながら社交界に繰り出している。

### 後宮
リリアーヌ・ランドローズ
ランドローズ侯爵家令嬢で名付きの上級側室。『牡丹』の名を戴く。ディアナを敵視しており、自身の派閥を作り上げて彼女と対立する。
ライア・ストレシア
ストレシア侯爵家令嬢で名付きの上級側室。『睡蓮』の名を戴く。ヨランダとは幼馴染で親友でもあり、二人で合わせて『社交界の花』と謡われる。
ヨランダ・ユーストル
ユーストル侯爵家令嬢で名付きの上級側室。『鈴蘭』の名を戴く。ライアとは幼馴染で親友でもある。ゆったりとした雰囲気に反し、頭の回転が早い。
レティシア・キール
キール伯爵家令嬢で名付きの上級側室。『菫』の名を戴く。ディアナに対してとりわけ好意的であり素で話せる友人のように思っている。
ソフィア・タンドール
タンドール伯爵家令嬢で下位側室の一人。紅薔薇派ながら、ディアナの意向をその自分にかけられた言葉ではなく噂のままに裏の意図を勝手に忖度しシェイラに攻撃を繰り返しており、言葉が通じない相手としてディアナの気苦労の種になっている。
リディル・アーネスト
アーネスト男爵家令嬢で下位側室の一人。シェイラと仲が良く、共に行動する事も多い。
ナーシャ・クロケット
クロケット男爵家令嬢で下位側室の一人。シェイラと仲が良く、共に行動する事も多い。
ユーリ
エルグランド王国王宮侍女次長。後宮の一室『紅薔薇の間』を担当する王宮侍女。
ルリィ
エルグランド王国王宮侍女。後宮の一室『紅薔薇の間』を担当する王宮侍女。

### スタンザ帝国
エクシーガ・アサー・スタンザウム
スタンザ帝国第十八皇子。原作第二章「にねんめ」より登場（以下、スタンザ帝国のキャラクターも同じ）。スタンザ帝国親善国使団の代表としてエルグランド王国を訪問。王宮で出会ったディアナに強い関心を示す。
サンバ
エクシーガの側近で忠誠心が厚い。
サージャ
スタンザ帝国皇都イフターヌに住む貧民の少女。ディアナに救済されて強い感謝と敬愛の念を抱く。
アルシオレーネ・バルルーン
スタンザ帝国皇帝の側室の一人。ディアナと友誼を結ぶ。

## 既刊一覧

### 小説
- 涼風（著）・鈴ノ助（イラスト） 『悪役令嬢後宮物語』 フロンティアワークス〈アリアンローズ〉、全8巻
  1. 2013年8月12日発売[8]、ISBN 978-4-86134-638-5
  2. 2014年1月11日発売[9]、ISBN 978-4-86134-679-8
  3. 2015年11月12日発売[10]、ISBN 978-4-86134-838-9
  4. 2016年7月12日発売[11]、ISBN 978-4-86134-896-9
  5. 2017年3月11日発売[12]、ISBN 978-4-86134-982-9
  6. 2017年11月10日発売[13]、ISBN 978-4-86657-061-7
  7. 2019年11月12日発売[14]、ISBN 978-4-86657-299-4
  8. 2019年12月12日発売[15]、ISBN 978-4-86657-300-7

### 漫画
- 涼風（原作）・鈴ノ助（キャラクター原案）・晴十ナツメグ（作画） 『悪役令嬢後宮物語』 フロンティアワークス〈アリアンローズコミックス〉、全2巻
  1. 2019年1月20日初版発行（1月12日発売[16]）、ISBN 978-4-86657-210-9
  2. 2020年4月20日初版発行（4月11日発売[17]）、ISBN 978-4-86657-342-7
- 涼風（原作）・鈴ノ助（キャラクター原案）・鳥屋（作画） 『悪役令嬢後宮物語〜王国激動編〜』 フロンティアワークス〈アリアンローズコミックス〉、既刊4巻（2024年6月12日現在）
  1. 2021年10月20日初版発行（10月12日発売[18]）、ISBN 978-4-86657-483-7
  2. 2022年11月20日初版発行（11月11日発売[19]）、ISBN 978-4-86657-610-7
  3. 2023年7月20日初版発行（7月12日発売[20]）、ISBN 978-4-86657-684-8
  4. 2023年7月20日初版発行（6月12日発売[21]）、ISBN 978-4-86657-764-7
  5. 2025年5月初版発行（5月12日発売[22]）、ISBN 978-4-86657-851-4

## 舞台
フロンティアワークスの公演として、2016年9月28日から10月2日まで東京・サンモールスタジオ上演された。脚本を角畑良幸、演出を加藤拓也が担当した。

### スタッフ
- 原作 - 涼風「悪役令嬢後宮物語」（フロンティアワークス刊）[23]
- 脚本 - 角畑良幸[23]
- 演出 - 加藤拓也[23]

### キャスト
- シェイラ - 篠崎彩奈（AKB48)
- ディアナ - 金澤有希（GEM)
- リリアーヌ - 白井那奈
- ルリィ - 梅本静香
- ジューク - ももぼーいカスガ
- 侍女リタ - パンプキンズまりこ
- アルフォード - 菅原雅芳
- 中込幸輝（EMBLEM）
- 清水修平
- 南杏果
- 永瀬まっぷ
- 星浩貴
- 結月みおな